# Руйнівниця
«Руйнівниця» (англ. The Demolitionist) — американський науково-фантастичний бойовик 1995 року.

## Сюжет
Під час однієї з спеціальних операцій офіцер поліції Алісса Ллойд була по-звірячому вбита «Скаженим Псом» і його бандою. Але за допомогою технології надсекретного проекту «Лазарус» Алісса Ллойд повернулася до життя. Тепер вона — «Руйнівниця», нове покоління сил охорони правопорядку, билогічно вдосконалений солдат правосуддя, озброєний усіма видами суперсучасного зброї. «Руйнівниця» починає свій хрестовий похід проти банди «Скаженого Пса». Цього разу війна зі злочинністю ведеться із застосуванням самих крайніх заходів.

## У ролях
| Актор                | Роль                  |
| -------------------- | --------------------- |
| Ніколь Еггерт        | Алісса Ллойд          |
| Брюс Ебботт          | професор Джек Кроулі  |
| Сьюзен Тіррел        | мер Елеонора Грімбаум |
| Пітер Джейсон        | Хіггінс               |
| Сара Дуглас          | хірург                |
| Андрас Джонс         | Даніель Дюпре         |
| Хезер Ленгенкемп     | Крісті Каррутерс      |
| Девід Ентоні Маршалл | Одне око              |
| Річард Греко         | Скажений Пес Берн     |
| Ренді Васкес         | маленький Генрі Берн  |
| Том Савіні           | Роланд                |
| Ден Гікс             | Крачфілд              |
| Брюс Кемпбелл        | переможець            |